# Вора
Вора (на албански: Vorë) e град, център от 2015 г. на едноименната община в Албания. Населението му е 10 901 жители (2011 г.). Намира се в часова зона UTC+1. Пощенският му код е 1032, а телефонния 047. МПС кодът му е AA xxx AA.